# Lagarosolen integrifolius
Lagarosolen integrifolius là một loài thực vật có hoa trong họ Tai voi. Loài này được D. Fang & L. Zeng mô tả khoa học đầu tiên năm 1993.